# تله توت (دشت حر)
تله توت نام روستایی در دهستان دشت حرشهرستان ثلاث باباجانی واقع در استان کرمانشاه است. طبق سرشماری سال ۱۳۸۵ جمعیت این روستا ۲۱ نفر و ۴ خانوار است.